# Curtiss F6C Hawk
El Curtiss F6C Hawk fue un avión de caza biplano naval estadounidense de finales de los años 20 del siglo XX. Era parte del largo linaje de aviones Curtiss Hawk construidos por la Curtiss Aeroplane and Motor Company para las fuerzas armadas estadounidenses.

## Diseño y desarrollo
Diseñado originalmente para su uso terrestre, el Model 34C era virtualmente idéntico al P-1 Hawk en servicio con el Cuerpo Aéreo del Ejército de los Estados Unidos. La Armada estadounidense ordenó nueve ejemplares, que, comenzando con el sexto ejemplar, estaban reforzados para realizar operaciones embarcadas y que fueron redesignados Model 34D. Volados desde los portaaviones Langley y Lexington desde 1927-1930, la mayoría de las versiones posteriores pasaron a los unidades de cazabombardeo del Cuerpo de Marines, mientras que unos pocos fueron volados por un tiempo como hidroaviones con dos flotadores.

## Variantes

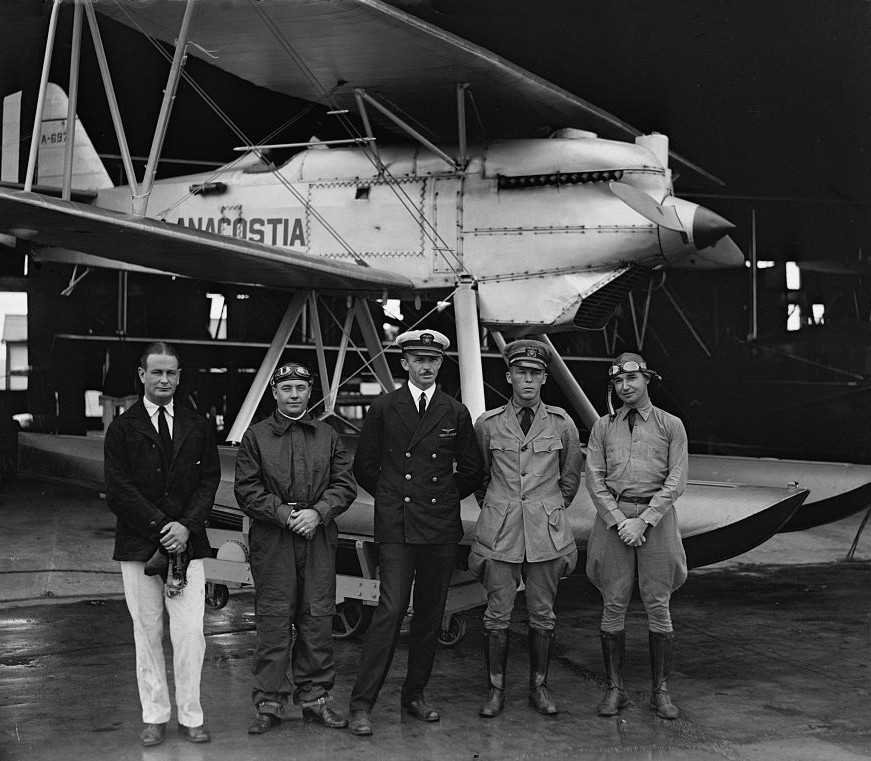
Avión de carreras F6C-6.

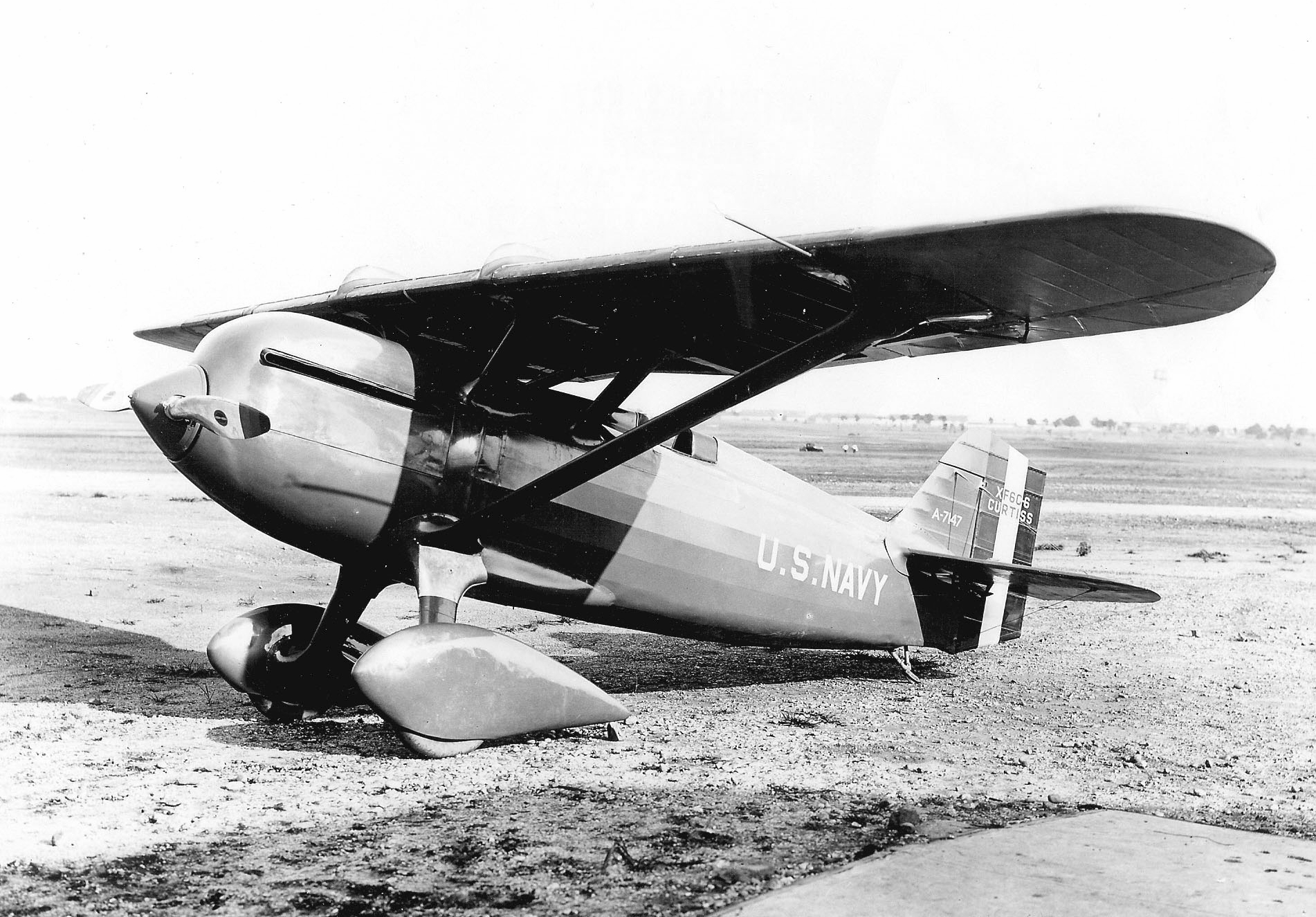
Curtiss XF6C-6.

F6C-1 (Model 34C)
Virtualmente idéntico a la serie P-1.
F6C-2 (Model 34D)
Versión reforzada para realizar operaciones embarcadas y equipada con gancho de parada.
F6C-3 (Model 34E)
Versión modificada del F6C-2.
XF6C-4 (Model 34H)
Prototipo F6C-1 con motor radial Pratt & Whitney R-1340 Wasp.
F6C-4 (Model 34H)
Versión de producción del XF6C-4.
XF6C-5 (Model 34H)
Prototipo F6C-1 con un radial Pratt & Whitney R-1690 Hornet de 391 kW (525 hp).
F6C-6 (Model 34E)
Versión modificada para carreras, con su radiador colocado dentro del fuselaje.
XF6C-6 (Model 34E)
El F6C-6 que había ganado el Trofeo Curtiss Marine de 1930 fue convertido a una configuración de monoplano de ala en parasol y dotado de radiadores en superficie alar; tras conseguir la vuelta más rápida en el Trofeo Thompson de 1930, el avión se estrelló cuando el piloto se intoxicó con los gases de escape.
XF6C-7 (Model 34H)
Bancada para el motor en V invertido refrigerado por aire Ranger SGV-770C-1 de 260 kW (350 hp).

## Operadores
Estados Unidos
- Armada de los Estados Unidos
- Cuerpo de Marines de los Estados Unidos

## Especificaciones (F6C-4)
Referencia datos: United States Navy Aircraft since 1911

### Características generales
- Tripulación: Uno (piloto)
- Longitud: 6,86 m
- Envergadura: 11,43 m
- Altura: 3,33 m
- Superficie alar: 23,4 m2
- Perfil alar: Clark Y[3]
- Peso vacío: 898 kg
- Peso máximo al despegue: 1438 kg
- Planta motriz: 1× motor radial de nueve cilindros refrigerado por aire Pratt & Whitney R-1340 Wasp.
  - Potencia: 310 kW (410 hp)
- Hélices: Bipala metálica

### Rendimiento
- Velocidad máxima operativa (Vno): 249 km/h a nivel del mar
- Alcance: 580 km
- Techo de vuelo: 7000 m (22 900 pies)
- Tiempo a altitud: 2 min 30 s a 1500 m (5000 pies)

### Armamento
- Ametralladoras: 

  - 2x Browning M1919 de 7,62 mm fijas en el fuselaje delantero

### Desarrollos relacionados
- Curtiss P-1 Hawk

### Secuencias de designación
- Secuencia Numérica (interna de Curtiss): ← 31 - 32 - 33 - 34A/G/I/O/C/D/E/H/K/P - 35 - 36 - 37 →
- Secuencia F_C (Cazas de la Armada estadounidense, 1922-1962 (Curtiss, 1922-1962)): ← F2C - F3C - F4C - F6C - F7C - F8C - F9C →

### Listas relacionadas
- Anexo:Aeronaves militares de los Estados Unidos (navales)